# Cephaloziella pseudocrassigyna
Cephaloziella pseudocrassigyna là một loài rêu trong họ Cephaloziellaceae. Loài này được R.M. Schust. ex J.J. Engel mô tả khoa học đầu tiên năm 2007.